# La Mala Rodríguez
Pour les articles homonymes, voir María Rodríguez et Rodríguez.
María Rodríguez (née le 13 février 1979 à Jerez de la Frontera, Cadix) est une rappeuse et chanteuse espagnole.

## Biographie

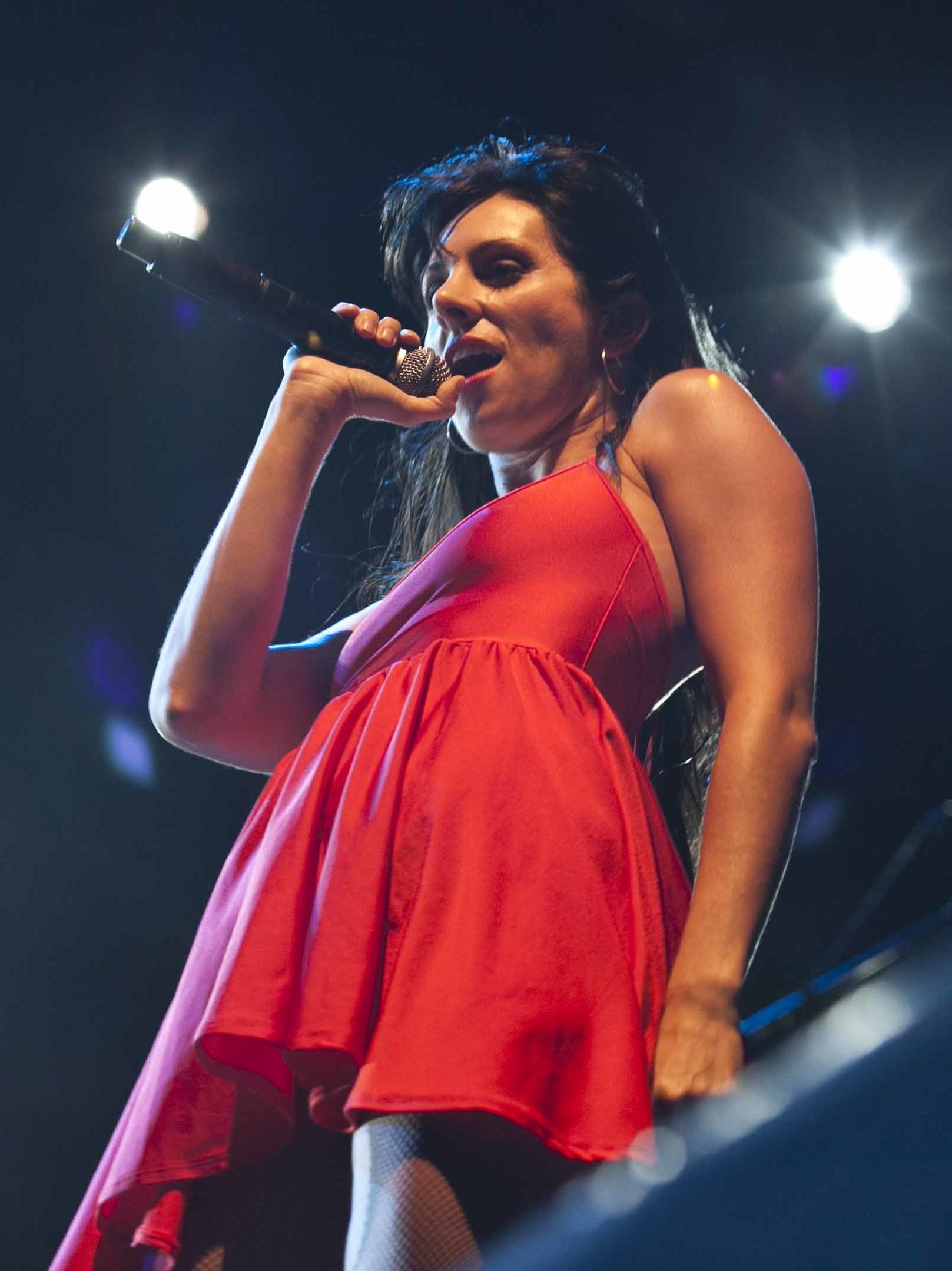
La Mala sur scène.

À l'âge de 4 ans, elle part vivre à Séville et y reste jusqu'à ses 19 ans. Elle part ensuite à Madrid où elle entre dans le milieu du rap en collaborant avec Solo los solo. Ses chansons sont fortement influencées par le flamenco et elle les utilise pour parler du féminisme et des gens pauvres et marginaux. Son premier titre Yo marco el minuto/Tambalea sort en 1999 mais c'est avec son premier album Lujo ibérico sorti en 2000 qu'elle obtient un disque d'or. Son deuxième album Alevosía mixé à New York sort trois ans après en 2003 et lui permet d'obtenir son deuxième disque d'or. L'album contient le titre La Niña dont le clip est censuré par certaines chaînes de télévision car il racontait l'histoire d'une trafiquante de drogue mineure.
La Mala Rodríguez collabore sur plusieurs chansons, dont une réédition de Locked Up de Akon. Elle participe aussi aux bandes-son de Lucia et le Sexe (Lucía y el sexo) de Julio Medem, Yo puta de María Lidón et Yo soy la Juani de Bigas Luna en 2006 (elle y fait même une apparition).
Elle participe aussi à la bande-son du jeu vidéo Scarface avec son titre La Niña et la bande-son de L'Auberge espagnole avec La cocinera.
En mars 2018, elle collabore avec Juan Magán sur Usted, qui devient double disque de platine. Cette année-là, elle sort trois singles : le 6 juillet, Gitanas, un avant-goût de son nouvel album ; le 13 septembre, Contigo ; et le 21 décembre, Mujer bruja, en collaboration avec Lola Índigo. Ces collaborations se vendent à environ 200 000 exemplaires.
En janvier 2019, elle publie une reprise urbaine de Agnus Dei, le thème principal du feuilleton carcéral Vis a vis de FOX Espagne, qu'elle interprète avec Cecilia Krull. Dans le dernier épisode de la série, elle fait un caméo en tant que petite amie de Saray (Alba Flores) après sa sortie de prison. En septembre de la même année, elle participe à La resistencia en tant qu'invitée.

## Discographie

### Albums studio
- 2000 : Lujo ibérico (Yo Gano/Superego-Universal) ( Or pour 67 000 exemplaires vendus)[2])
- 2003 : Alevosía (Universal) ( Or pour 60 000 exemplaires vendus[2])
- 2007 : Malamarismo
- 2010 : Dirty Bailarina (Universal)
- 2013 : Bruja/ Lo mejor de...
- 2020 : Mala
- 2024 : Un mundo raro

### Collaborations notables
- 1998 : La Gota que Colma - Mordiendo el micro
- 1999 : SFDK - Siempre fuertes
- 1999 : La Alta Escuela, SFDK, La Gota Que Colma, El Tralla - espectaculo en la cancha
- 2000 : Jota Mayúscula - Hombre negro soltero busca
- 2000 : Ygriega - XXL
- 2004 : Jota Mayúscula - Una vida extra
- 2004 : R de Rumba (es) - R de Rumba
- 2005 : Full Nelson - Confía en mí
- 2005 : Akon - Locked Up (réédition)
- 2005 : Vico C - Desahogo (titre : Vamonos Po' Encima)
- 2005 : Raimundo Amador - Mundo Amador (titre : Me voy a las 3000)
- 2006 : Kultama - Nacional e importación
- 2006 : Antonio Carmona - Vengo venenoso (titre : Ay de mi)
- 2007 : Bajofondo - Mardulce (titre : El Anden)
- 2009 : Nelly Furtado - Bajo otra luz sur l'album Mi Plan  (également avec Julieta Venegas)
- 2025 : Luna Ki - Siamesas
- 2025 : Nonpalidece - Tu presencia (Remix)[3]
- 2025 : Belinda - Van Gogh[4]

### Autres
- 1999 : Yo marco el minuto/Tambalea (Yo Gano)
- 2006 : Por la noche (Universal)
- 2011 : Magia Negra feat.Romeo Santos
- 2016 : Comix
- 2018 : Caprichosa/Gitanas/Mujer Bruja/Contigo
- 2019 : Agua Segura
- 2021 : Iballa (Segundo Romance)/Necesito A Alguien (I Need Someone)
- 2022 : No vales na